# 日本のプロ野球のマスコットガール・チアリーディングチーム一覧

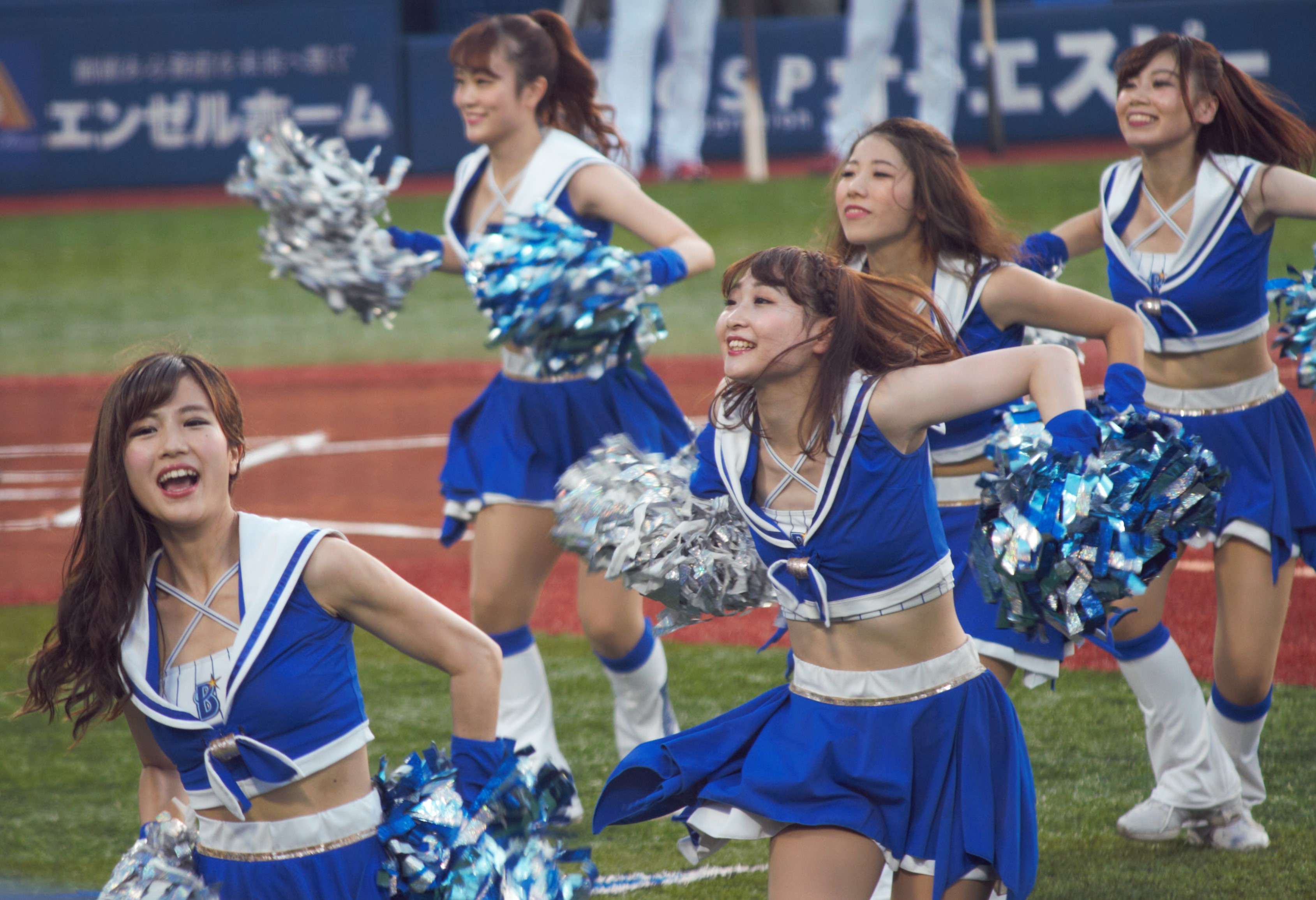
diana（横浜スタジアムにて撮影）

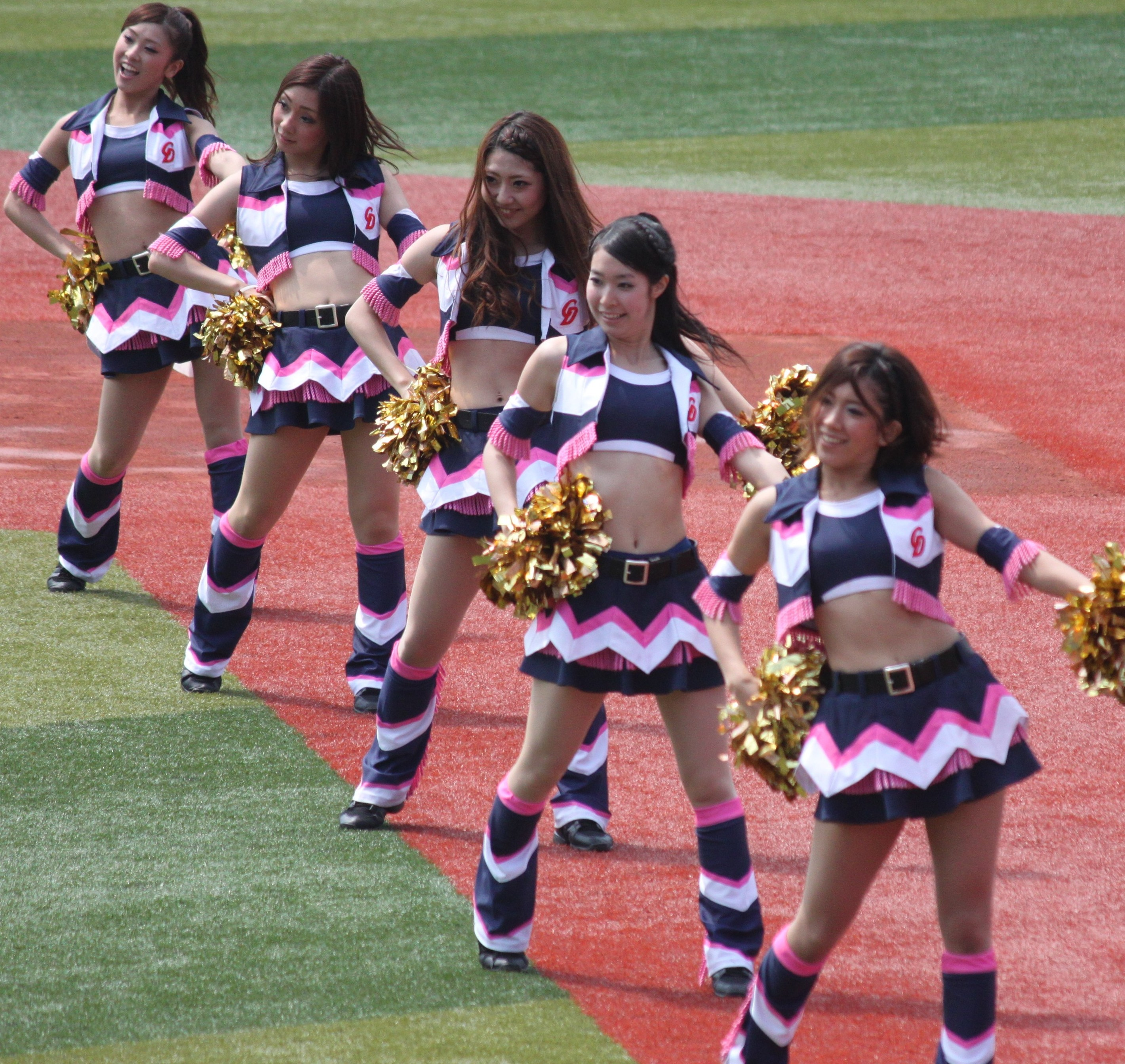
チアドラゴンズ（横浜スタジアムにて撮影）

日本のプロ野球のマスコットガール・チアリーディングチーム一覧（にほんのプロやきゅうのマスコットガール・チアリーディングチームいちらん）は、日本プロ野球のうち、日本野球機構 (NPB) 傘下の12球団における、チアリーディングチーム（チアリーダー）、アイドルグループ、マスコットガールの一覧。

## 概要
1978年（昭和53年）、日本プロ野球史上初めて阪神タイガースにチアリーディングチームが創設された。阪神のチアリーディングチームは1年のみの活動で解散したが、同年オフに今度は川崎球場に本拠地を置いて間もないロッテオリオンズがチアリーディングチームを結成したが、長続きせずに消滅した（1991年に消滅）。
日本プロサッカーリーグ（Jリーグ）が開幕した1993年（平成5年）から、日本ハムファイターズおよび読売ジャイアンツ（両者とも東京ドーム）、福岡ダイエーホークス（福岡ドーム）、中日ドラゴンズ（ナゴヤドーム）、近鉄バファローズ（大阪ドーム）の、ドーム球場を本拠地とする5球団でチアリーディングチームが相次いで創設された。
2004年（平成16年）に起きたプロ野球再編問題頃より、屋外球場を本拠地とする球団にも創設され、2015年現在では広島東洋カープを除く11球団にチアリーディングチームがある。
チアリーディングチームは試合の合間にダンスパフォーマンスを披露するほか、地域密着活動として祭りやイベントに出演する例も見られる。東日本大震災の際には、東北ゴールデンエンジェルスのメンバーが避難所をいくつも回り、避難所生活から運動不足に陥って発症する可能性がある致死性の静脈血栓塞栓症（エコノミークラス症候群）を予防するため、被災者と共に体操に取り組んだ例もある。また、チアリーディングのスクールがある場合もあり、スクール生は試合やイベントでその成果を披露している。スクールは直営で複数校を運営している場合もあるが、中日ドラゴンズのように、カルチャースクール「中日文化センター」を間借りしたレッスンコースと直営のスクールで行っていたり、埼玉西武ライオンズのようにアウトソーシングしていたりする例もある。
東京ヤクルトスワローズのPassion、および、福岡ソフトバンクホークスのハニーズは、芸能事務所の「エイベックス・プランニング&デベロップメント株式会社プロワークスセクション」（エイベックス・プロワークス）にアウトソーシングされている。オリックス・バファローズのBsGirlsは、エイベックスとの合同オーディションにより結成され、2014年（平成26年）7月30日にavex traxから「Diamond」でメジャー・デビューした。同曲は、ORICONデイリーチャート関西地区で、1位のSKE48に次ぐ2位まで最高順位をあげ、ローカルアイドル的な活動も見られる。2022年には札幌ドームでのきつねダンスが大きなブームとなり、プロ野球を超えて夏の高校野球でも応援に使用されたり、Jリーグのセレッソ大阪、台湾プロ野球にて楽天モンキーズが実演を行うなど話題となった。
2022年（令和4年）時点でNPB12球団中、広島東洋カープのみチアが無い。その替わり、「ホーカー」（英: hawker）と呼ばれるビールの売り子が5回裏後に「CCダンス」を踊るという、他球団では見られない役割をする。また、ホーカーから10人を選抜した「C-Girls2015」が2015年7月25日にCDデビューをした（同2016は存在したが、同2017は未確認）。なお、ホームランを打った選手にぬいぐるみを渡す係りが各球団にいるが、広島のみ「ホームランガール」と命名して毎年選抜している。
2022年（令和4年）には福岡ソフトバンクホークスのチアリーディングチームに球界初の男性メンバーが加入した。

## 一覧
- はavex系
- 分類はチア：チアリーディングチーム、idol：アイドルチーム（歌手活動している場合）、mascot：マスコットガール
- プロ野球再編問題の際にオリックスに吸収合併された大阪近鉄についても記載。

|    | 球団名                       | 分類   | チーム名                   | 創設   | ダンス スクール | 備考                                           |
| -- | ---------------------------- | ------ | -------------------------- | ------ | --------------- | ---------------------------------------------- |
| セ | 読売ジャイアンツ             | チア   | ヴィーナス                 | 1994年 | 2009年～        | 球団創立60周年を機に創設                       |
| セ | 東京ヤクルトスワローズ       | チア   | Passion                    | 2008年 | 2010年～        | 2007年はmascot。2008年よりチア。               |
| セ | 横浜DeNAベイスターズ         | チア   | diana                      | 2006年 | 2013年～        | TOKYO IDOL FESTIVALに参加                      |
| セ | 横浜DeNAベイスターズ         | idol   | diana                      | 2006年 | 2013年～        | TOKYO IDOL FESTIVALに参加                      |
| セ | 中日ドラゴンズ               | チア   | チアドラゴンズ             | 1997年 | 中文C/本校      | ナゴヤドームへの本拠地移転を機に創設           |
| セ | 阪神タイガース               | チア   | タイガースガールズ         | 2014年 | 2018年～        | 36年ぶり復活                                   |
| セ | 広島東洋カープ               | チア   | －                         | －     | －              | 12球団中、唯一チア無し                         |
| セ | 広島東洋カープ               | mascot | ホームランガール           | 1993年 | －              | 他球団にもいるが、mascot扱い無し               |
| セ | 広島東洋カープ               | idol   | C-Girls                    | 2015年 | －              | ホーカーから10人を選抜（2017年は存在が未確認） |
| パ | 北海道日本ハムファイターズ   | チア   | ファイターズガール         | 1993年 | 2009年～        | 東京ドーム（1988年開場）時代に創設             |
| パ | 東北楽天ゴールデンイーグルス | チア   | 東北ゴールデンエンジェルス | 2005年 | 2006年～        | 新規参入を機に創設                             |
| パ | 千葉ロッテマリーンズ         | チア   | M☆Splash!!                 | 2004年 | 2006年～        | mascotを母体にチア創設                         |
| パ | 千葉ロッテマリーンズ         | idol   | マリーンズカンパイガールズ | 2015年 | －              | ホーカーを中心に結成                           |
| パ | 埼玉西武ライオンズ           | チア   | BLUE LEGENDS               | 2006年 | 外注            | 西武球場のドーム化は1999年                     |
| パ | 大阪近鉄バファローズ         | チア   | OSKチアリーディングチーム  | 1997年 | －              | 大阪ドームへの本拠地移転を機に創設             |
| パ | オリックス・バファローズ     | チア   | BsGravity                  | 2009年 | －              | 2014年にメジャー・デビュー                     |
| パ | オリックス・バファローズ     | idol   | BsGravity                  | 2009年 | －              | 2014年にメジャー・デビュー                     |
| パ | 福岡ソフトバンクホークス     | チア   | ハニーズ                   | 1993年 | 2009年～        | 福岡ドームへの本拠地移転を機に創設             |